# Martin Ohm

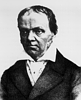
Martin Ohm

Martin Ohm (Erlangen, 6 mei 1792 – Berlijn, 1 april 1872) was een Duits wiskundige en de jongere broer van fysicus Georg Ohm. Hij voerde in 1835 de benaming goldener Schnitt (gulden snede) in om deze verhouding een naam te geven.
Martin Ohm ontving een doctoraat in 1811 aan de Friedrich-Alexander-Universität in Neurenberg. Hij werd er onder andere begeleid door de geoloog en wiskundige Karl Christian von Langsdorf.
Ohm was in 1823 de eerste die de theorie over de exponentiële functie ab volledig ontwikkelde en waarbij a en b complexe getallen voorstellen.

## Studenten van Martin Ohm
Onder Ohms studenten bevonden zich onder andere: Paul Bachmann, Heinrich Eduard Heine, Rudolf Lipschitz en Wilhelm Wernicke.